# حسابداری قانونی
حسابداری قانونی (انگلیسی: Forensic accounting) حوزه تخصصی حسابداری است که بررسی می‌کند که آیا شرکت‌ها در گزارشگری مالی خود اشتباه می‌کنند، یا تخلفات مالی در محل کار توسط کارکنان یا مدیران سازمان انجام می‌شود. حسابداران قانونی طیف وسیعی از مهارت‌ها و روش‌ها را برای تعیین این‌که آیا سوءرفتار مالی توسط شرکت یا کارکنان آن صورت گرفته است، به کار می‌گیرند.
حسابداران قانونی یا حسابداران تجسس در بازیابی عواید ناشی از جرایم دخیل هستند و شواهدی را برای رسیدگی به مصادره این عواید حاصل از جرم یا پول‌شویی می‌یابند.
حسابداری قانونی ترکیبی از کار یک حسابرس و یک کارشناس دولتی یا خصوصی است. برخلاف حسابرسان که هدفشان یافتن و پیشگیری از اشتباهات است، نقش حسابدار قانونی تشخیص مصادیق تقلب و همچنین شناسایی موارد مشکوک به تقلب است. برخی از رایج‌ترین انواع طرح‌های کلاهبرداری عبارتند از: اغراق در اعلام درآمد، پنهان‌سازی بدهی، دستکاری موجودی، اختلاس، و رشوه و فساد. برای کشف این موارد، حسابداران قانونی از تکنیک‌های مختلفی استفاده می‌کنند.